# بنیاد مابعدالطبیعه اخلاق
بنیاد مابعدالطبیعه اخلاق (به آلمانی: Grundlegung zur Metaphysik der Sitten) یکی از برجسته‌ترین آثار ایمانوئل کانت دربارهٔ فلسفه اخلاق است که در سال ۱۷۸۵ منتشر شد.

## در فارسی
این کتاب توسط حمید عنایت و علی قیصری در سال ۱۳۶۹ و توسط سید مسعود حسینی در سال ۱۴۰۰ به فارسی ترجمه شده‌است.